# Oxyepoecus daguerrei
Oxyepoecus daguerrei là một loài côn trùng thuộc họ Formicidae. Đây là loài đặc hữu của Argentina.